# Eupetersia angavokely
Eupetersia angavokely là một loài Hymenoptera trong họ Halictidae. Loài này được Pauly & Brooks mô tả khoa học năm 2001.